# Neblinaea
Neblinaea, monotipski rod  glavočika iz potporodice Stifftioideae,. Jedina vrsta je N. promontoriorum iz Venezuele i susjednog Brazila
To je razgranati grm vitke stabljike, 1-2 m. visoka.